# 13 septembre 1913
Le samedi 13 septembre 1913 est le 256e jour de l'année 1913.

## Naissances
- Charles James Melrose (mort le 5 juillet 1936), aviateur australien
- Douglas Morrow (mort le 9 septembre 1994), acteur américain
- Fernand Pauriol (mort le 12 août 1944), homme politique français
- Franz Csöngei (mort à une date inconnue), joueur professionnel autrichien de hockey sur glace
- Frederick Burkhardt (mort le 23 septembre 2007), philosophe et historien des sciences américain
- Jacques-Philippe Dehollain (mort le 28 octobre 2008), général français
- Julián Vergara (mort le 8 septembre 1987), joueur de football espagnol
- Margit Symo (morte le 6 octobre 1992), actrice allemande d'origine hongroise
- Philippe Maurin (mort le 13 mai 2008), général d'armée aérienne
- René Chanas (mort le 9 juillet 1990), réalisateur, scénariste et producteur de cinéma français
- Roy Engel (mort le 29 septembre 1980), acteur américain
- Tadao Horie (mort le 29 mars 2003), footballeur japonais
- Roald Dahl (mort le 23 novembre 1990), écrivain britannique

## Décès
- Aurel Vlaicu (né le 19 novembre 1882), ingénieur, pionnier de l'aviation roumain
- Georges Alexandrovitch Yourievski (né le 12 mai 1872), prince russe